# Деревна маса
Деревна́ ма́са — волокнистий напівфабрикат для виготовлення паперу, який отримують шляхом механічного перетирання деревини у водному середовищі. При цьому вона розщеплюється на мікро- та макроскопічні частинки різної форми. У склад деревної маси входять целюлоза та лігнін. Це найбільш економічний напівфабрикат із вмістом природної сировини. Крім того, виробляти деревну масу простіше та дешевше, ніж целюлозу. В результаті отримується менше відходів, які забруднюють довкілля. Цим пояснюється широке використання деревної маси у виробництві паперу різних видів.
Деревну масу виготовляють різних видів: біла деревна маса, бура деревна маса, рафінерна деревна маса, термомеханічна деревна маса, хіміко-термомеханічна деревна маса.